# ’u’

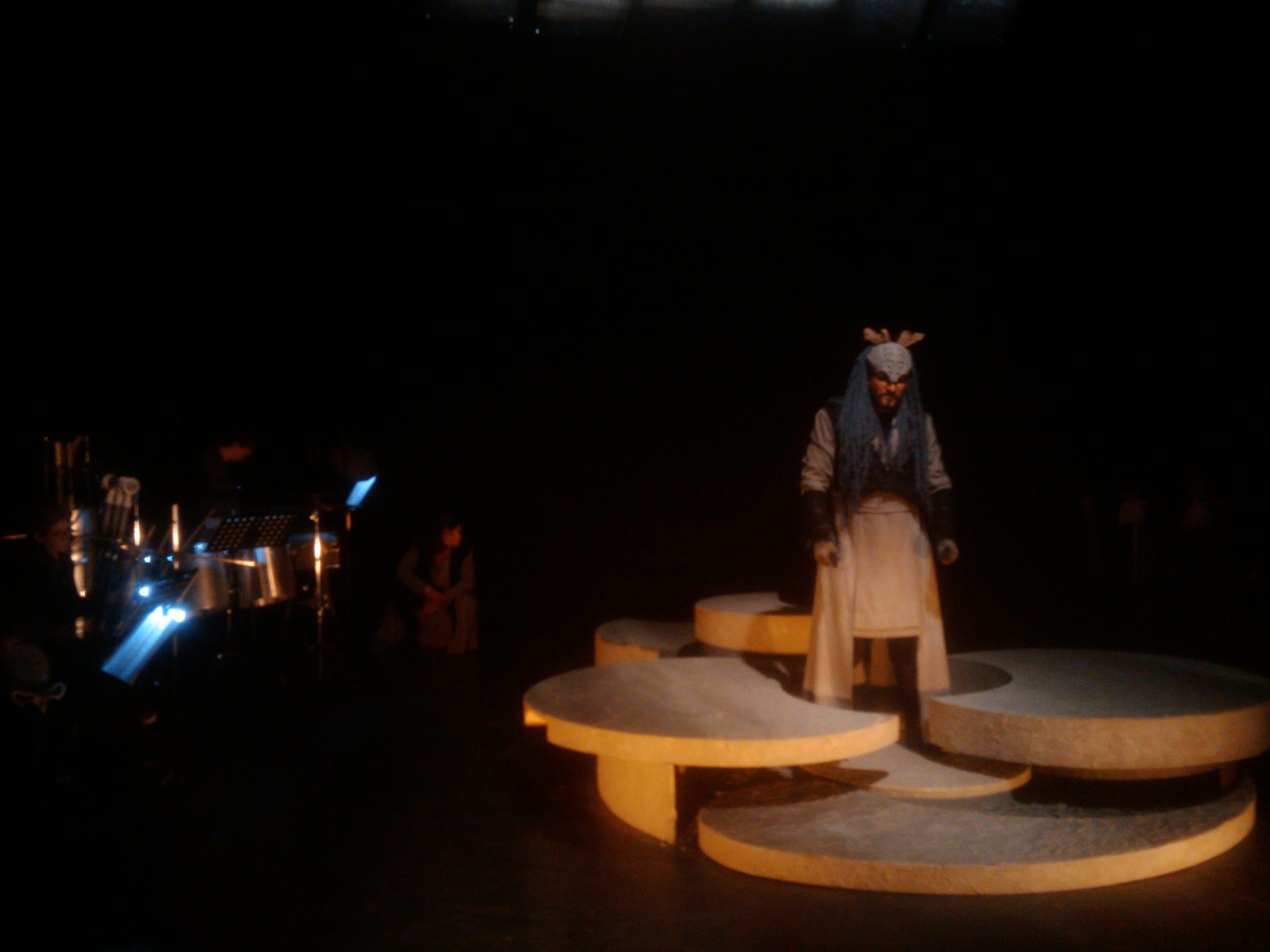
Scène uit de eerste opvoering van ’u’

’u’ is een opera in het Klingon en tevens de eerste opera die geschreven en opgevoerd is in de Klingon-taal. De eerste opvoering vond plaats in Den Haag op 10 september 2010.
De bedenker van deze fictieve taal, de taalkundige Marc Okrand (die meehielp met de vertaling van het libretto), was hierbij aanwezig.
De muziek werd gecomponeerd door Eef van Breen, die tevens de muzikale leiding in handen had (in 2010). De hoofdonderzoeker en regisseur (in 2010) is Floris Schönfeld. De muzikale theorie en de originele instrumenten werden ontwikkeld door Xavier van Wersch.
Het libretto is van Kees Ligtelijn.
De opera vertelt het verhaal van Kahless de Onvergetelijke, de stichter van het Klingonrijk.

## Synopsis
Akte 1 – yav
Kahless wordt verraden door zijn broer Morath, die hun vader op gruwelijke wijze vermoordt. Kahless achtervolgt Morath en na een gevecht gooit Morath zichzelf in een vulkaan. Kahless smeedt de eerste Bat'leth (“zwaard van eer”) in de vulkaan van zijn eigen haar.
Akte 2 – raD
De door verdriet overmande Kahless maakt een epische reis naar de onderwereld. Daar wordt hij verenigd met zijn ware liefde, vrouwe Lukara. Kahless vecht tegen zijn vijand, een tiran met de naam Molor.
Akte 3 – QIH
Met de hulp van vrouwe Lukara moet Kahless 500 strijders en Molor verslaan om zijn eer terug te krijgen. Kahless slaagt er uiteindelijk in om het Klingon-volk te verenigen.

## Uitvoerenden 2010
Zang

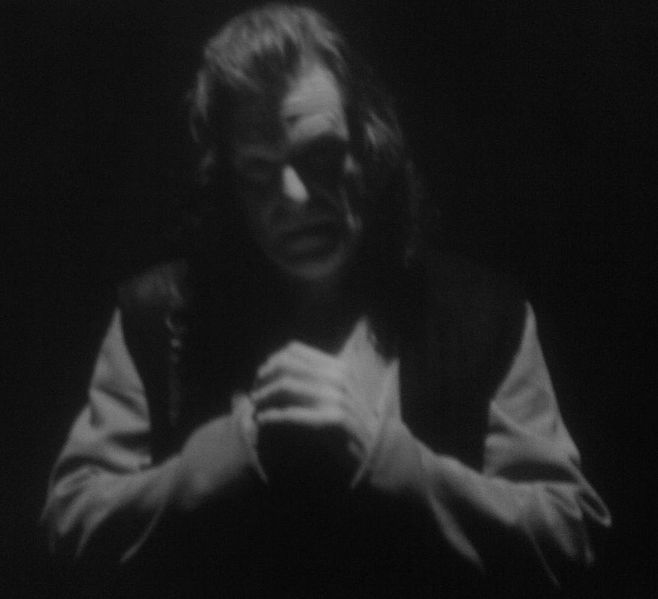
Henri van Zanten, de Master of the Scream

- Master of the Scream: Henri van Zanten
- Kahless: Taru Huotari
- Kotar, Father en Molor: Ben Kropp
- Morath en Lukara: Jeannette Huizinga

Instrumenten
- Percussie: Niels Meliefste
- Blaasinstrumenten: Anna La Berge
- Snaarinstrumenten: James Hewitt